# スフミ
スフミ（Sukhumi、グルジア語: სოხუმი、アブハズ語: Аҟәа (Aqwa)、ロシア語: Сухум）は、国際的にはジョージア（グルジア）国内の自治共和国とされているアブハジアの首都。ロシアなど少数の国からは独立国家・アブハジア共和国の首都として承認されている。黒海に臨む。人口は62,914人（2011年アブハジア共和国国勢調査）。

## 地勢
黒海の東の大きな湾に面し、港を有し、鉄道の分岐点でもある。亜熱帯気候で、鉱泉を産し、旧ソビエト連邦時代は屈指の保養地として知られ、多くのホテルの立地する典型的リゾート地であった。1840年に出来た植物園はカフカスでも有名であった。郊外のスフミ・バブシャラ空港はアブハジアの玄関口である。

## 歴史
旧石器時代の遺跡が発掘されている。紀元前6世紀ごろ、ミレトスから来たギリシア人によってここに植民都市ディオスクリア（Διοσκουριάς）が開かれた。その後、ポントス王国のミトリダテス6世に征服され、次にローマ帝国に支配され、アウグストゥスによってセバストポリス（Σεβαστούπολις）と名付けられる。ユスティニアヌス1世によって砦が築かれ、東ローマ帝国の重要な拠点となる。8世紀、マルワーン2世の軍勢に侵略される。
15世紀からオスマン帝国の侵攻が始まり、16世紀半ばにオスマン帝国の一部となり、ここに堅固な要塞が築かれる。
1810年にロシア海軍がこの地に入り前哨基地とし、1864年にロシアに併合される。露土戦争では、一時的にオスマン帝国に占領される。
ロシア革命では内戦にアブハジアも巻き込まれ、ボリシェビキ勢力が鎮圧された後の1918年、グルジア民主共和国が誕生し、スフミもそれに編入される。1921年、赤軍がこの地を制圧すると、グルジア・ソビエト社会主義共和国と連合を組むアブハジア社会主義ソビエト共和国の首都となる。1931年、アブハジアは、グルジア・ソビエト社会主義共和国の中のアブハズ自治ソビエト社会主義共和国となる。1989年には人口で110,000人とグルジア有数の規模となり、ソ連の指導者たちのダーチャが市内に多くあった。
しかし、1989年からのアブハジア紛争の主たる戦場となり、1992年から1994年にかけての戦争では連日の空爆、砲撃で市は大きく損傷した。1993年9月のスフミでの戦闘で、スフミを奪回した。
現在は緩やかながらも復興しつつある。

## 気候

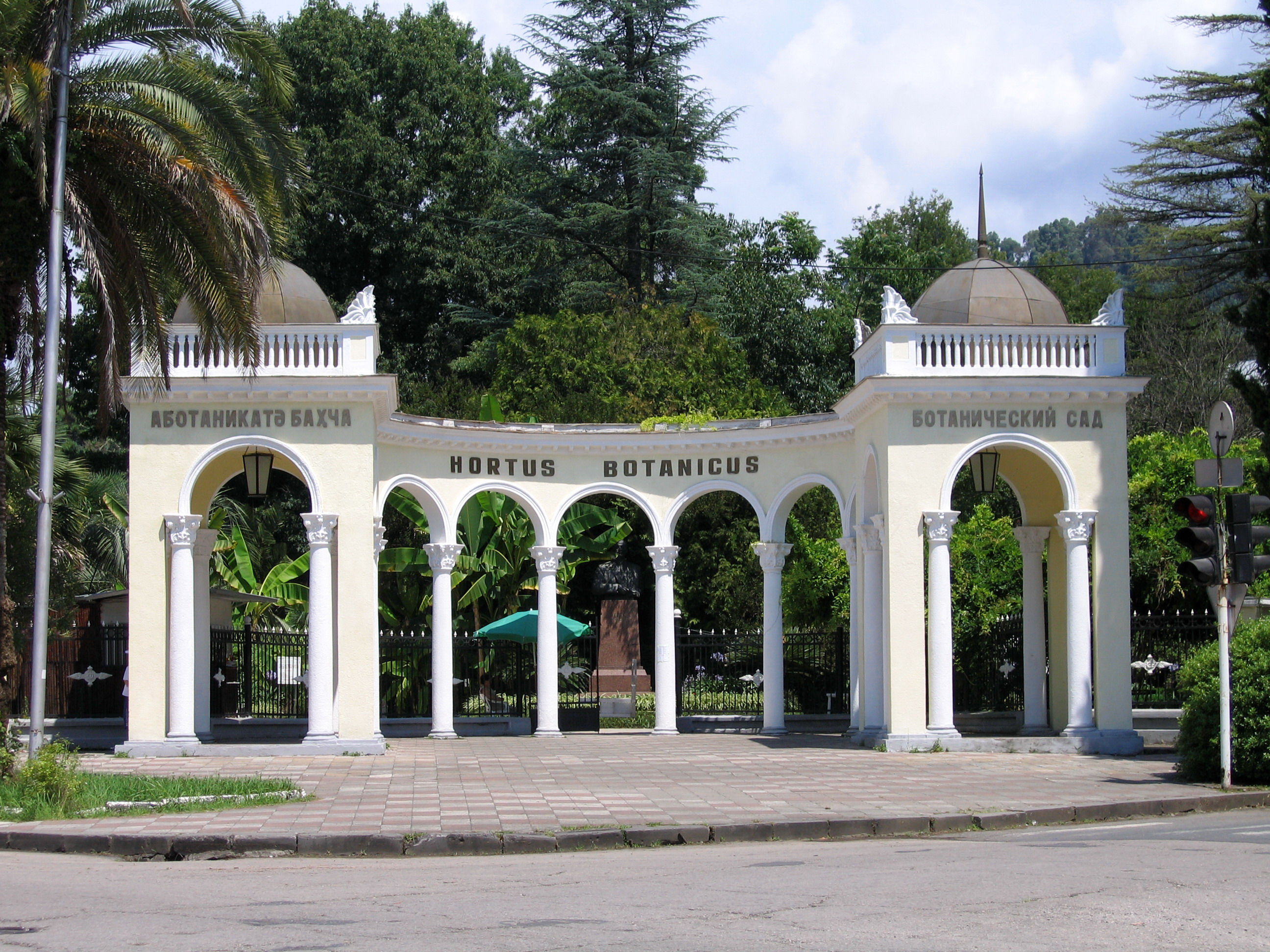
スフミ植物園

| スフミの気候           | スフミの気候 | スフミの気候 | スフミの気候 | スフミの気候 | スフミの気候 | スフミの気候 | スフミの気候 | スフミの気候 | スフミの気候 | スフミの気候 | スフミの気候 | スフミの気候 | スフミの気候 |
| 月                     | 1月          | 2月          | 3月          | 4月          | 5月          | 6月          | 7月          | 8月          | 9月          | 10月         | 11月         | 12月         | 年           |
| ---------------------- | ------------ | ------------ | ------------ | ------------ | ------------ | ------------ | ------------ | ------------ | ------------ | ------------ | ------------ | ------------ | ------------ |
| 平均最高気温 °C （°F） | 8 (46)       | 9 (48)       | 12 (54)      | 16 (61)      | 19 (66)      | 23 (73)      | 25 (77)      | 26 (79)      | 23 (73)      | 19 (66)      | 15 (59)      | 11 (52)      | 17.2 (62.8)  |
| 平均最低気温 °C （°F） | 2 (36)       | 2 (36)       | 5 (41)       | 8 (46)       | 12 (54)      | 17 (63)      | 19 (66)      | 19 (66)      | 15 (59)      | 11 (52)      | 7 (45)       | 3 (37)       | 10 (50.1)    |
| 平均降雨日数           | 17           | 15           | 16           | 15           | 12           | 11           | 10           | 10           | 10           | 12           | 16           | 16           | 160          |
| 出典：Weatherbase      |              |              |              |              |              |              |              |              |              |              |              |              |              |

## 民族構成
2011年の調査では：
- アブハズ人  67.3%
- ロシア人  14.8%
- アルメニア人  9.8%
- グルジア人  2.8%
- ギリシャ人  1.0%

## 交通
鉄道
市内の西側にはアブハジア鉄道のスフミ駅がある。

## 主な出身者
- セルゲイ・キリエンコ（ロシア連邦元首相）
- 黒海太（大相撲幕内力士）
- ビターゼ・タリエル（空手家・格闘家）
- ファジリ・イスカンデル（ソビエト連邦国家賞受賞作家）
- デムナ・ヴァザリア（ファッション・デザイナー）

## 姉妹都市
- ポドリスク, ロシア
- / ティラスポリ, モルドバ共和国/沿ドニエストル共和国